# Mina de los Tres Pacos
La Mina de los Tres Pacos fue una explotación minera cuyos restos se encuentran localizados en el municipio almeriense de Cuevas del Almanzora. De sus galerías se extraían minerales de hierro. La mena extraída se transportaba mediante un cable aéreo de unos 13,3 km de longitud proyectado en 1911 y diseñado el año siguiente por Adolf Bleichert & Co. hasta la Cala de las Picotas, movido por electricidad y que estuvo en funcionamiento hasta los años 1940.

## Minerales extraídos
- Goetita
- Hematites
- Magnetita
- Pirita
- Siderita[2]